# Jozef Schwendtner
Jozef Schwendtner (* 1. července 1963 Dunajská Streda, Československo) je bývalý československý zápasník, volnostylař. Bronzový medailista z mistrovství Evropy v roce 1983, v roce 1988 vypadl na olympijských hrách v Soulu v kategorii do 57 kg ve druhém kole. Šestkrát se stal mistrem Československa.